# Torbetjärnen
Torbetjärnen är en sjö i Årjängs kommun i Värmland och ingår i Göta älvs huvudavrinningsområde. Sjön är 18 meter djup, har en yta på 0,199 kvadratkilometer och befinner sig 111,5 meter över havet.

## Delavrinningsområde
Torbetjärnen ingår i det delavrinningsområde (660579-127504) som SMHI kallar för Utloppet av Töck. Medelhöjden är 165 meter över havet och ytan är 62,41 kvadratkilometer. Räknas de 23 avrinningsområdena uppströms in blir den ackumulerade arean 519,36 kvadratkilometer. Upperudsälven som avvattnar avrinningsområdet har biflödesordning 2, vilket innebär att vattnet flödar genom totalt 2 vattendrag innan det når havet efter 260 kilometer. Avrinningsområdet består mestadels av skog (69 procent). Avrinningsområdet har 5,3 kvadratkilometer vattenytor vilket ger det en sjöprocent på 8,5 procent. Bebyggelsen i området täcker en yta av 0,51 kvadratkilometer eller 1 procent av avrinningsområdet.